# Sebastian Nerz

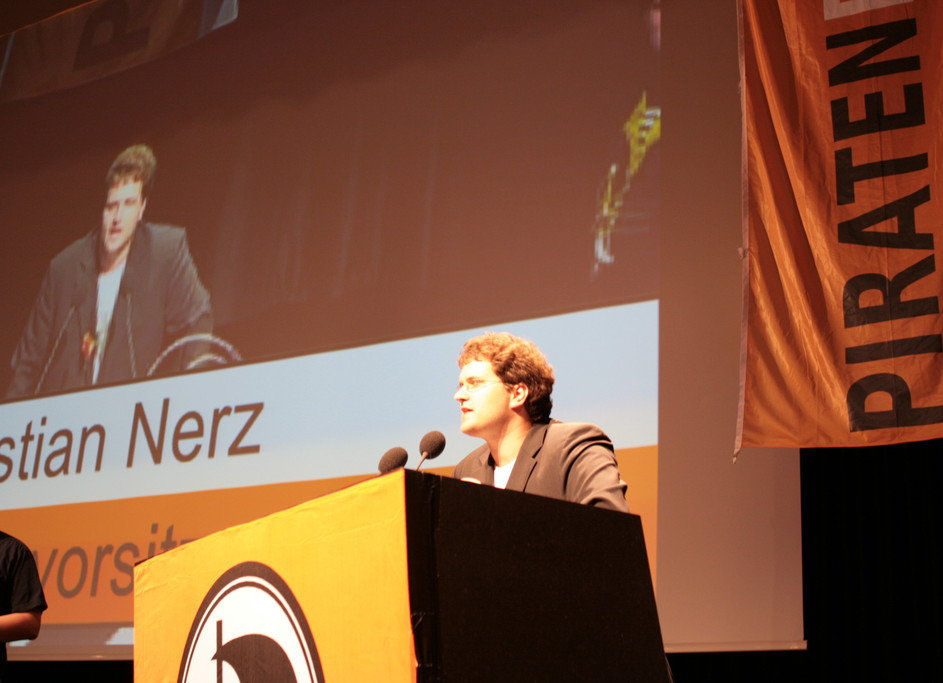
Sebastian Nerz

Sebastian Matthias Nerz, nacido el 13 de julio de 1983 en Reutlingen, fue el presidente del Partido Pirata de Alemania (en alemán, Piratenpartei Deutschland) desde mayo del 2011 hasta 2012.
Nerz finalizó sus estudios de bioinformática en la Universidad de Tubinga en 2010.